# مهدی جاسم
مهدی جاسم (انگلیسی: Mahdi Jassim؛ زادهٔ ۴ مارس ۱۹۵۶) بازیکن فوتبال اهل عراق بود.
وی همچنین در تیم ملی فوتبال عراق بازی کرده‌است.